# Воинское кладбище № 83 (Вапенне)
Воинское кладбище № 83 — Вапенне (пол. Cmentarz wojenny nr 83 — Wapienne) — воинское кладбище, находящееся в селе Вапенне, Горлицкий повят, Малопольское воеводство. Кладбище входит в группу Западногалицийских воинских захоронений времён Первой мировой войны. На кладбище площадью 243 квадратных метра похоронены военнослужащие Российской армий, погибшие во время Первой мировой войны в мае 1915 года.

## История
Кладбище было построено Департаментом воинских захоронений К. и К. военной комендатуры в Кракове в 1915 году по проекту австрийского архитектора Ганса Майра. На кладбище находится 7 братских и 15 индивидуальных могил, в которых были похоронены 38 русских солдат.

## Описание
Кладбище располагается в поблизости дороги в направление села Роздзеле в 300 метрах на юго-восток от сельского больничного пункта. Кладбище огорожено каменной стеной с деревянными воротами. На кладбище в центре установлен памятный знак в виде православного креста. Так как на кладбище были похоронены только русские солдаты, Ганс Майр установил на нём православный деревянный крест, идентичный кресту на русском кладбище в селе Стружувка.

## Источник
- Oktawian Duda: Cmentarze I wojny światowej w Galicji Zachodniej. Warszawa: Ośrodek Ochrony Zabytkowego Krajobrazu, 1995. ISBN 83-85548-33-5.
- Roman Frodyma Galicyjskie Cmentarze wojenne t. I Beskid Niski i Pogórze (Okręgi I—IV), Oficyna Wydawnicza «Rewasz», Pruszków 1998.